# Filippinerna i olympiska vinterspelen 1992
Filippinerna deltog med en deltagare vid de olympiska vinterspelen 1992 i Albertville. Landets deltagare erövrade ingen medalj.